# 4878 Gilhutton
4878 Gilhutton eller 1968 OF är en asteroid i huvudbältet som upptäcktes den 18 juli 1968 av den båda chilenska astronomerna Carlos R. Torres och S. Cofré på Cerro El Roble. Den har fått sitt namn efter den argentinske astronomen Ricardo Gil-Hutton.
Asteroiden har en diameter på ungefär 2 kilometer och den tillhör asteroidgruppen Vesta.